# میریام اشتاین
میریام اشتاین (آلمانی: Miriam Stein؛ زادهٔ ۱۰ مهٔ ۱۹۸۸) یک بازیگر اهل اتریش است. وی از سال ۱۹۹۹ میلادی تاکنون مشغول فعالیت بوده‌است.
از فیلم‌ها یا برنامه‌های تلویزیونی که وی در آن نقش داشته‌است می‌توان به گوته جوان در عشق، بورجیا و نسل جنگ اشاره کرد.